# Georg Sidler
Ne pas confondre avec Georg Joseph Sidler (1782-1861), qui est son père et une personnalité politique suisse.
Pour les articles homonymes, voir Sidler.
Georg Joseph Sidler, né le 31 août 1831 à Zoug et mort le 9 novembre 1907 à Berne, est un mathématicien suisse, professeur à l'université de Berne. 

## Biographie
Né le 31 août 1831 à Zoug, Georg Sidler est le fils de Georg Joseph Sidler et de Maria Verena Moos.
Il obtient son doctorat à l'Université de Zurich en 1854 avec une thèse sur l'astronomie inspirée par Victor Puiseux.  Les années suivantes, il termine ses études aux universités de Zurich et de Berlin.  En 1857, il fut nommé professeur adjoint à l'Université de Berne et en 1880, il devint professeur titulaire.  Il prend sa retraite en 1898.
Ses travaux les plus importants portaient sur les fonctions harmoniques sphériques et sur la théorie des perturbations.  En 1861, il publie son principal livre à Berne : Die Theorie der Kugelfunktionen.